# Seiji Hibino
Seiji Hibino, född 27 september 1952, är en japansk bågskytt. Han deltog vid olympiska sommarspelen 1972.